# Biserica de lemn din Cetățeaua, Vâlcea

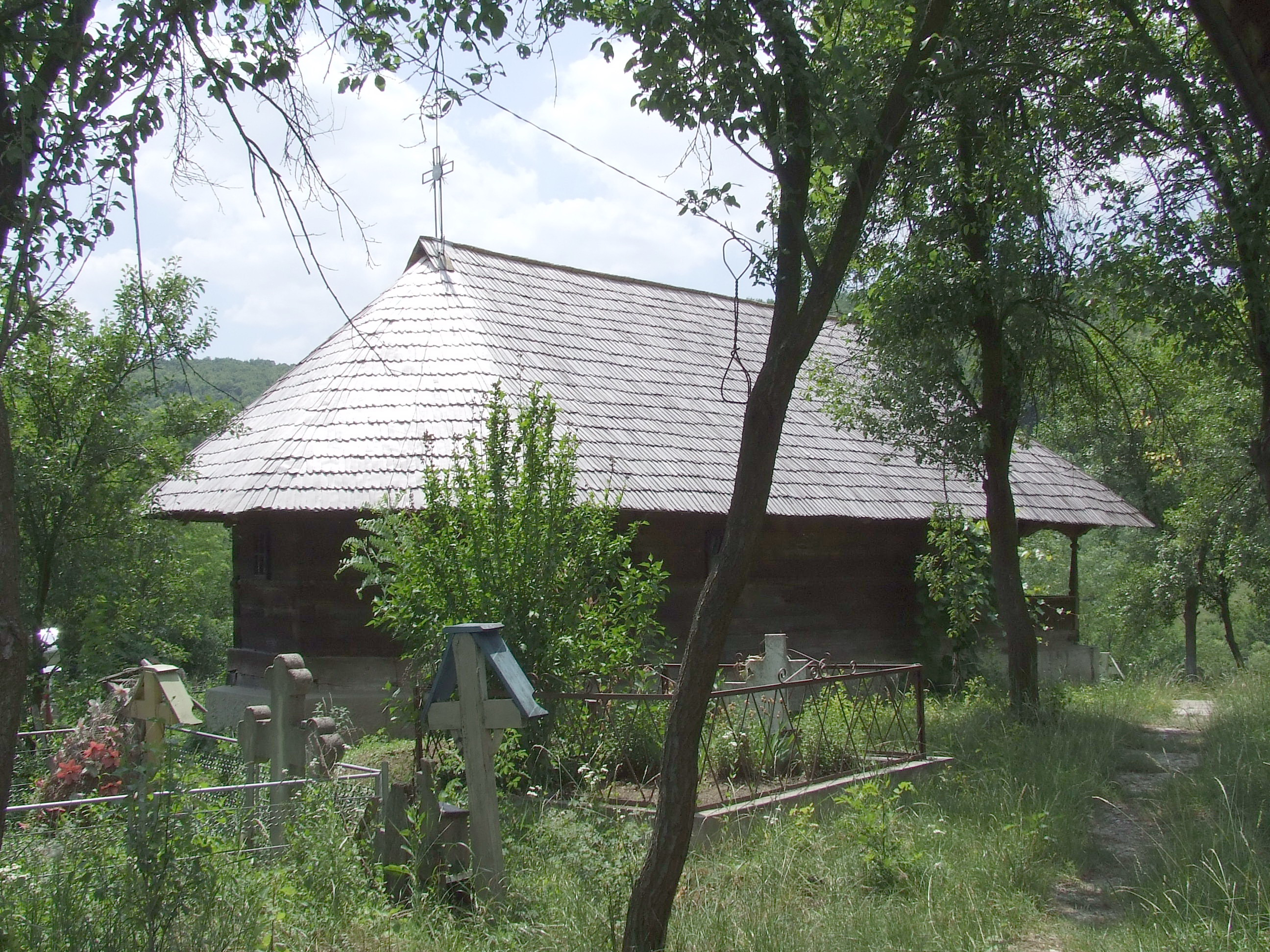
Biserica de lemn din Cetăţeaua, vedere din nord-est, foto: 2009

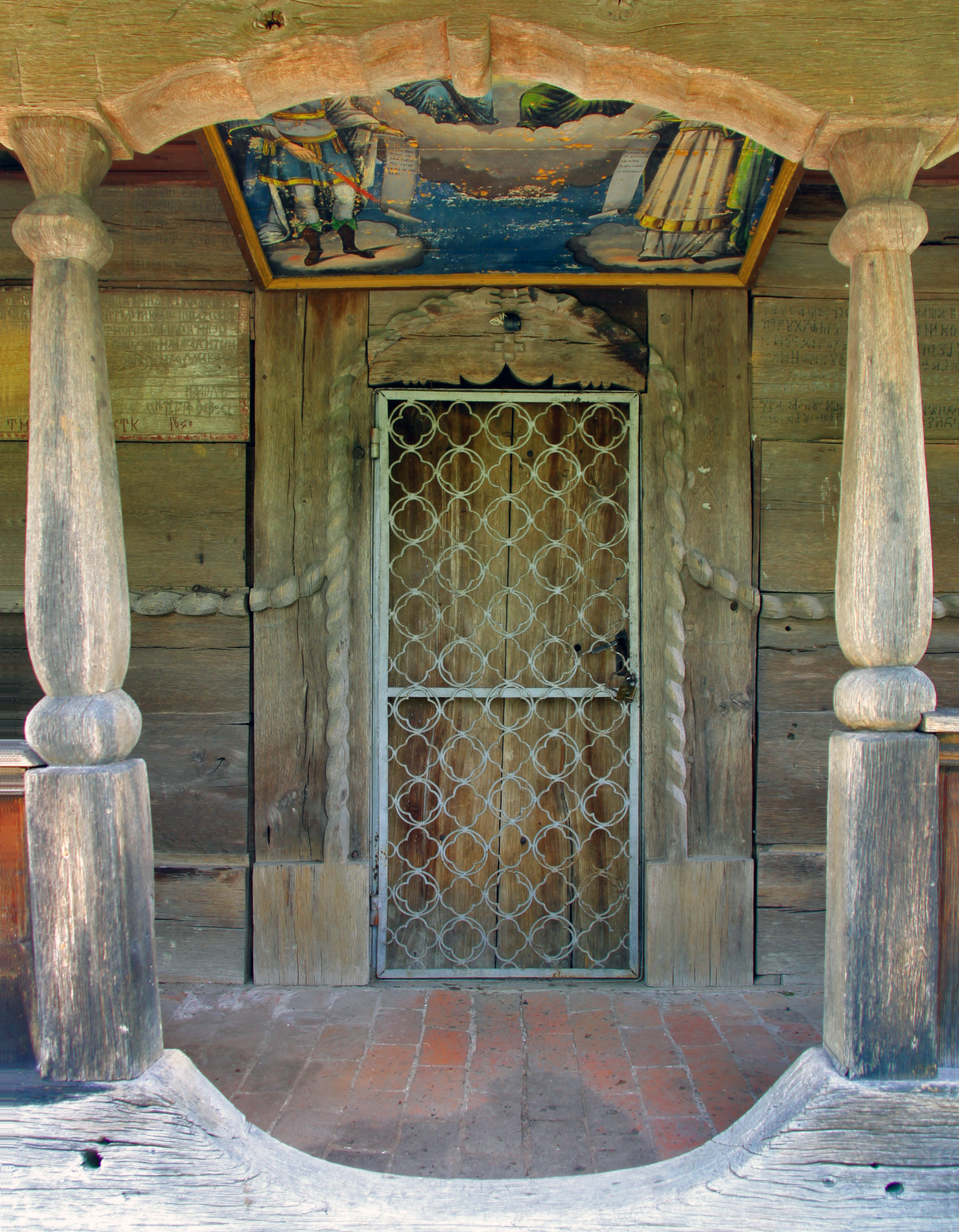
Intrarea în biserică prin pridvorul dinspre apus, foto: 2009

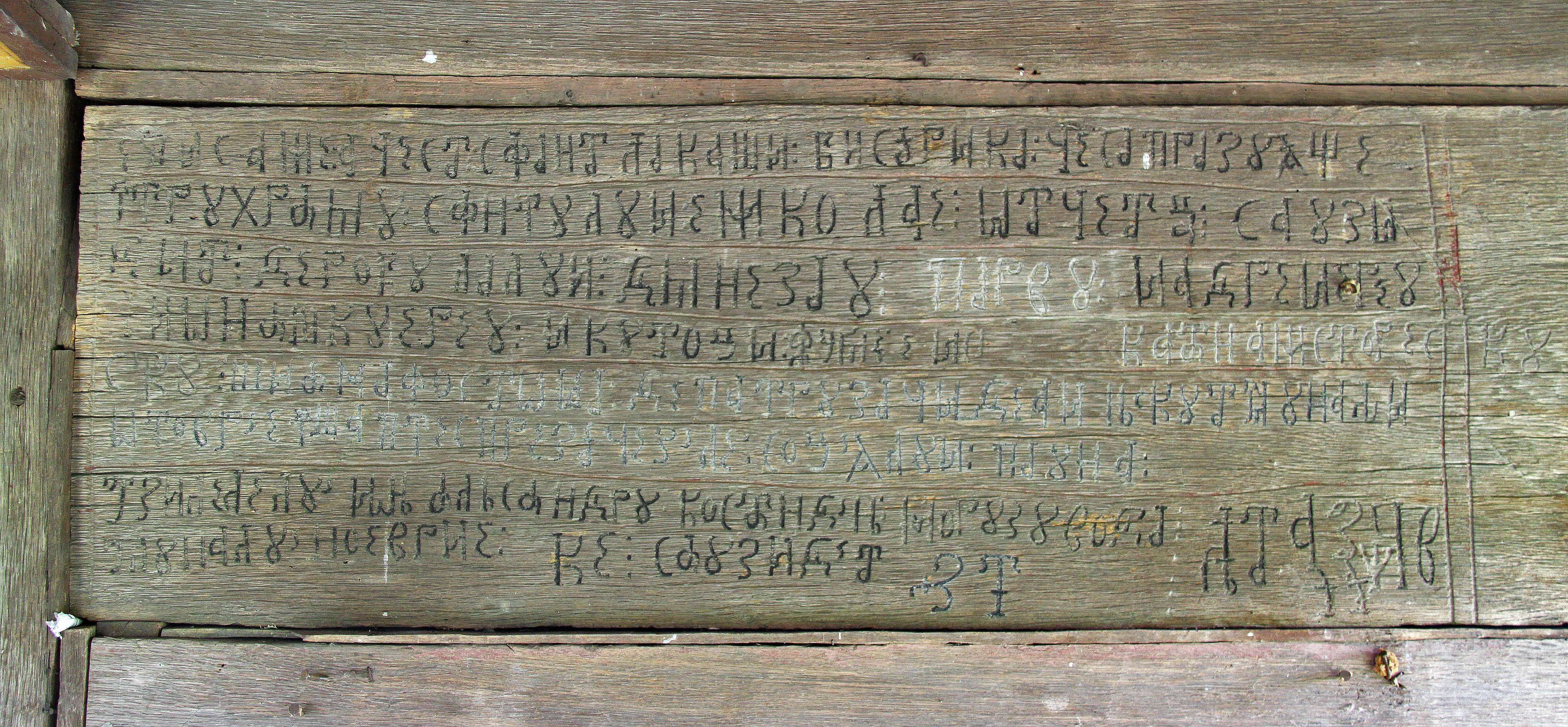
Pisania de la 1792, foto: 2009

Biserica de lemn din Cetățeaua, Vâlcea se află în localitatea Cetățeaua, județul Vâlcea. Biserica a fost ridicată în anul 1792 și poartă hramul „Sfântul Nicolae”. Se distinge prin pisania cu numele ctitorilor, numeroase inscripții, și prin sculpturi decorative. Biserica este înscrisă pe noua listă a monumentelor istorice, LMI 2004: cod LMI VL-II-m-B-09715.

## Istoric
Anul ridicării bisericii a fost însemnat peste intrarea în biserică și în pisania din dreapta. Textul pisaniei, scrisă în slova veacului 18, într-o grafie chirilică caracteristică dulgherilor, oferă o întâlnire cu farmecul limbii române vechi. Pisania se poate citi aproape în întregime astfel: „ E pisanie acest sfănt lăcași, bisearica ce să prăznuiaște întru hramu sfăntului e Nicolae, ot Cetăța, sau zidit de robul lui D[u]mnezău Părvu, i A[n]drei ereu, Ionașcu ereu, i cu toți frați miei 9, catana Nistorescu St[an]cu ... fost om de patruzăci de ani născut în luna lui otovrie în șaptesprezeace zile, soția lui Păuna, în zilele lui Ion Alăsandru Costandin Moruzu vodă, în luna lui noevrie 25 sau zidit 7300, leat 1792”. Anul construcției este redat atât în era bizantină 7300 cât și în anul erei noastre 1792.
Îngrijirea bisericii din timp în timp în decursul secolului 19 a fost de asemenea însemnată în pisanii pe peretele de la intrare. În stânga intrării stă înscris: „ E pisanie ace[a]st[ă] sf[ă]ntă și D[u]mnez[ă]iască biserică, lăcașu lui D[u]mnezău, hramu sf[ă]ntului Nicolaie și acest sfăn[t] lăcași sau ridicat pe t[e]melie de robi lui Dumnezeu Florea Dumitrana, Măria i Gheorghe [e]reu, Rada er[e]ița, M[i]halcea Dumitrana, Radu ereu, Sada er[e]ița, Costandin Gheo[r]ghiță, Mărin, Maria, Iordache Safir, Stan deaconu satulu[i], Filip Păuna, Dumitru Manole, în zilele domnului ... Alisandru Dumitru Ghiga voevod, 7349 luna lui a[u]gust 20, 1840.” Așadar biserica a suferit în 1840 o reparație semnificativă la temelie și, după cum se poate deduce din următoarea pisanie, la acoperiș. 
Peste intrare există o a treia pisanie cu următorul cuprins: „ E pisani[e] acestui lăcași și sf[ă]ntă și Dumnezăiască biserică de a treia coperiș cu leatu 1865 în 4 martie cu hramu sfi[n]tulu[i] Nicolae de robu lui Dumnez[ă]u Tănase, pomenește Do[a]mne pre robi titori. Petcu cruc[e]ru, Dumitru cruceru.” Din această pisanie reiese o refacere a acoperișului prin cei doi cruceri semnați în încheiere.

## Imagini

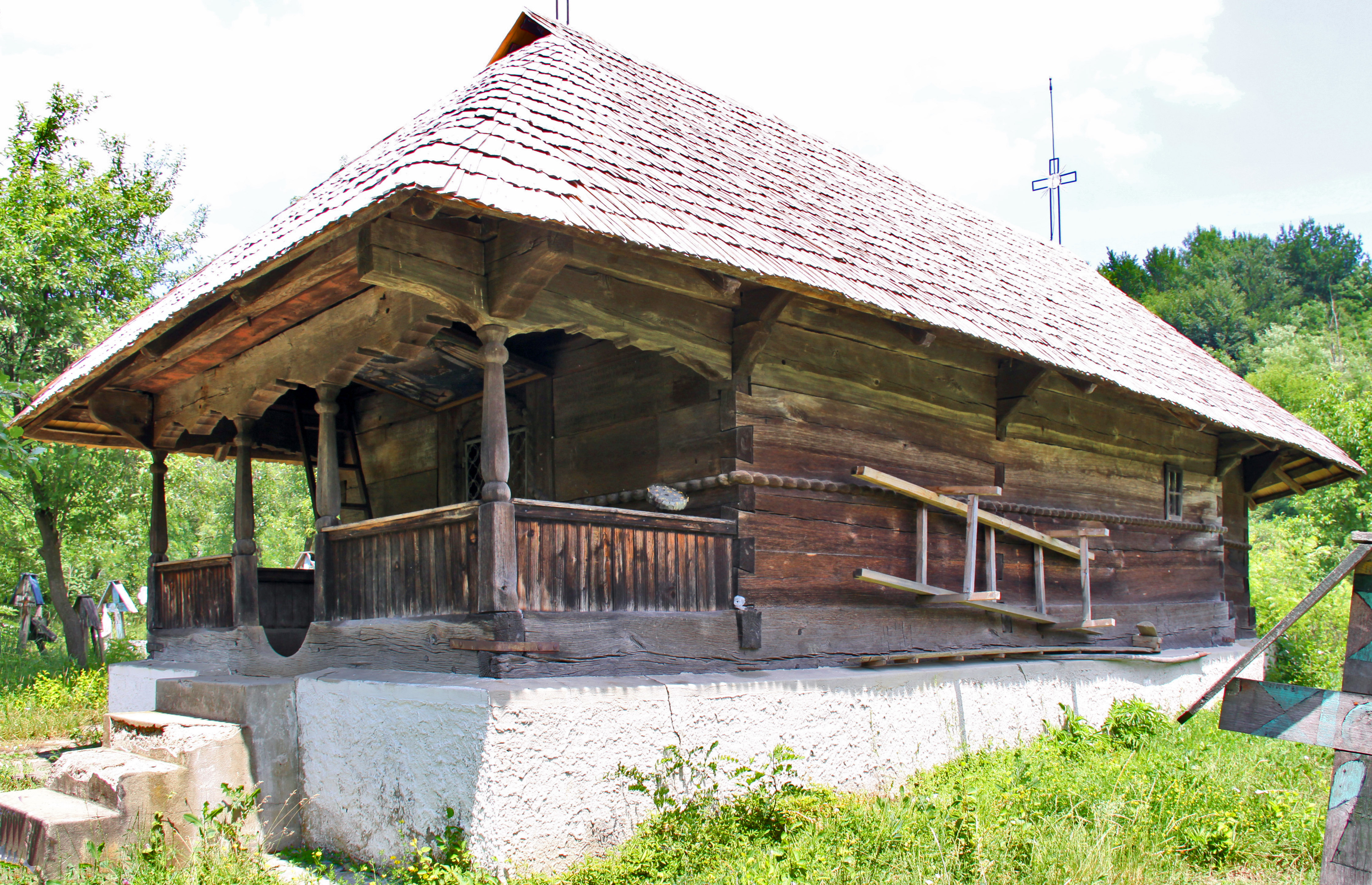
vedere din sud-vest
vedere din sud-vest
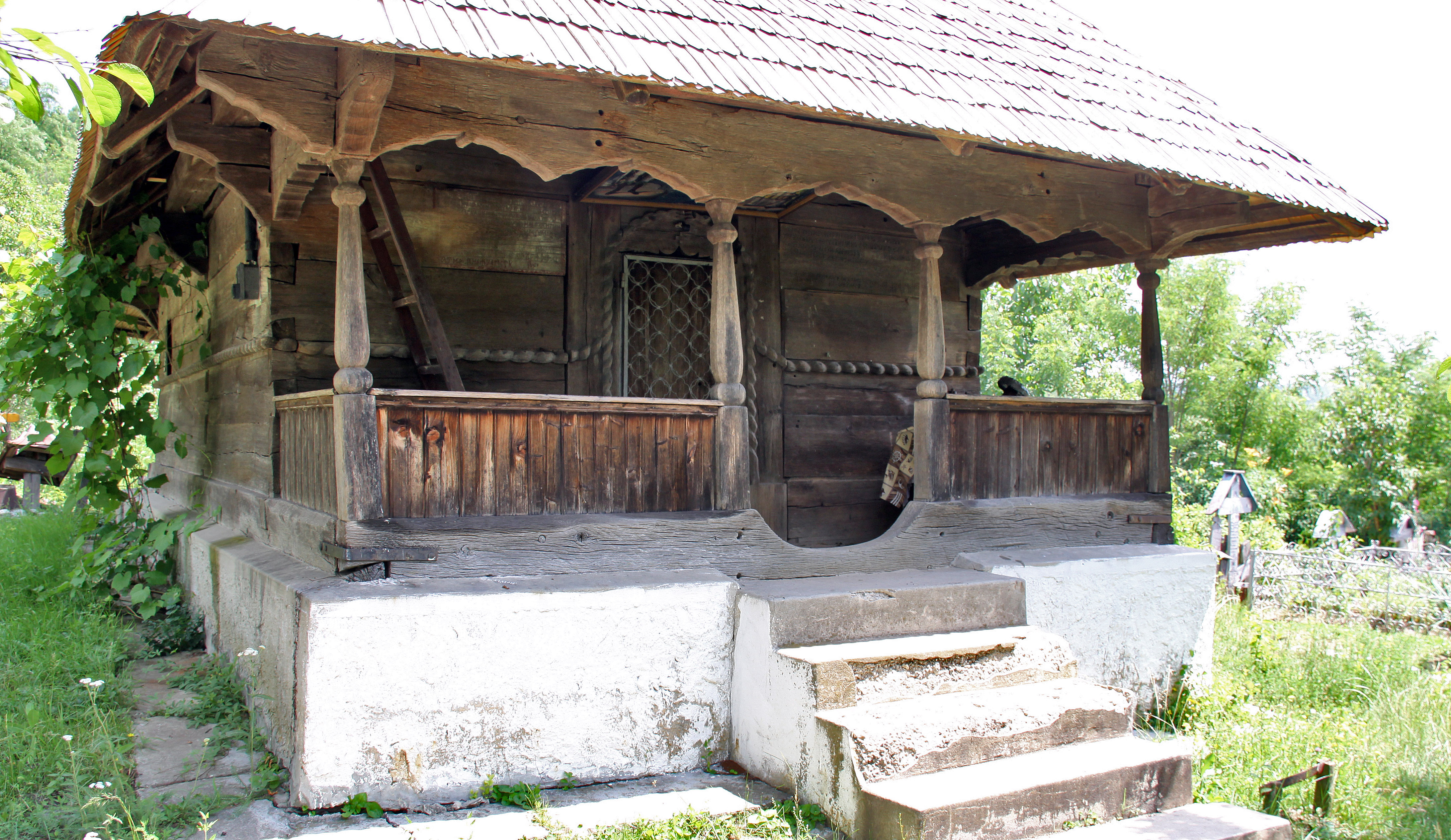
pridvorul
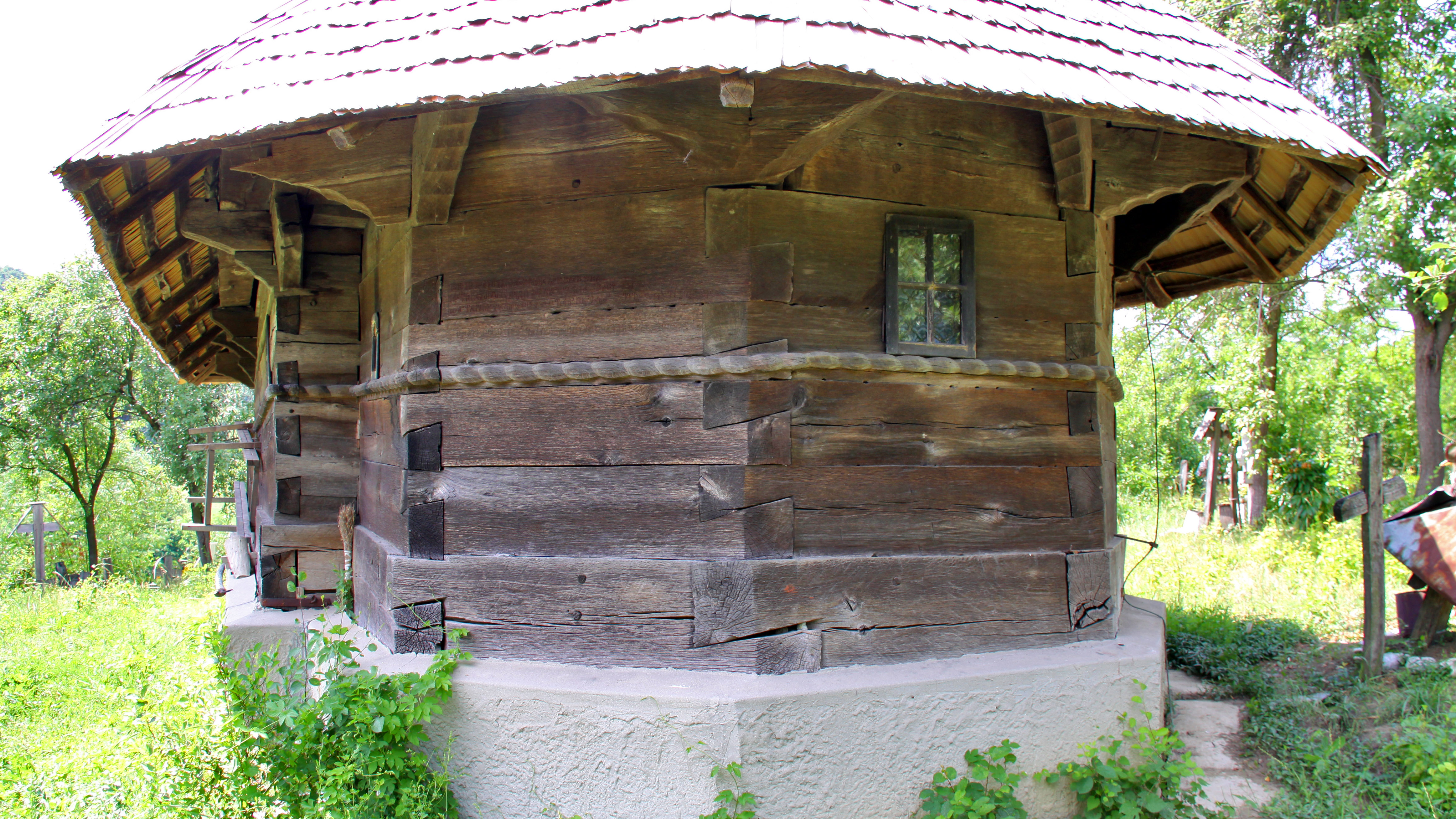
dosul altarului
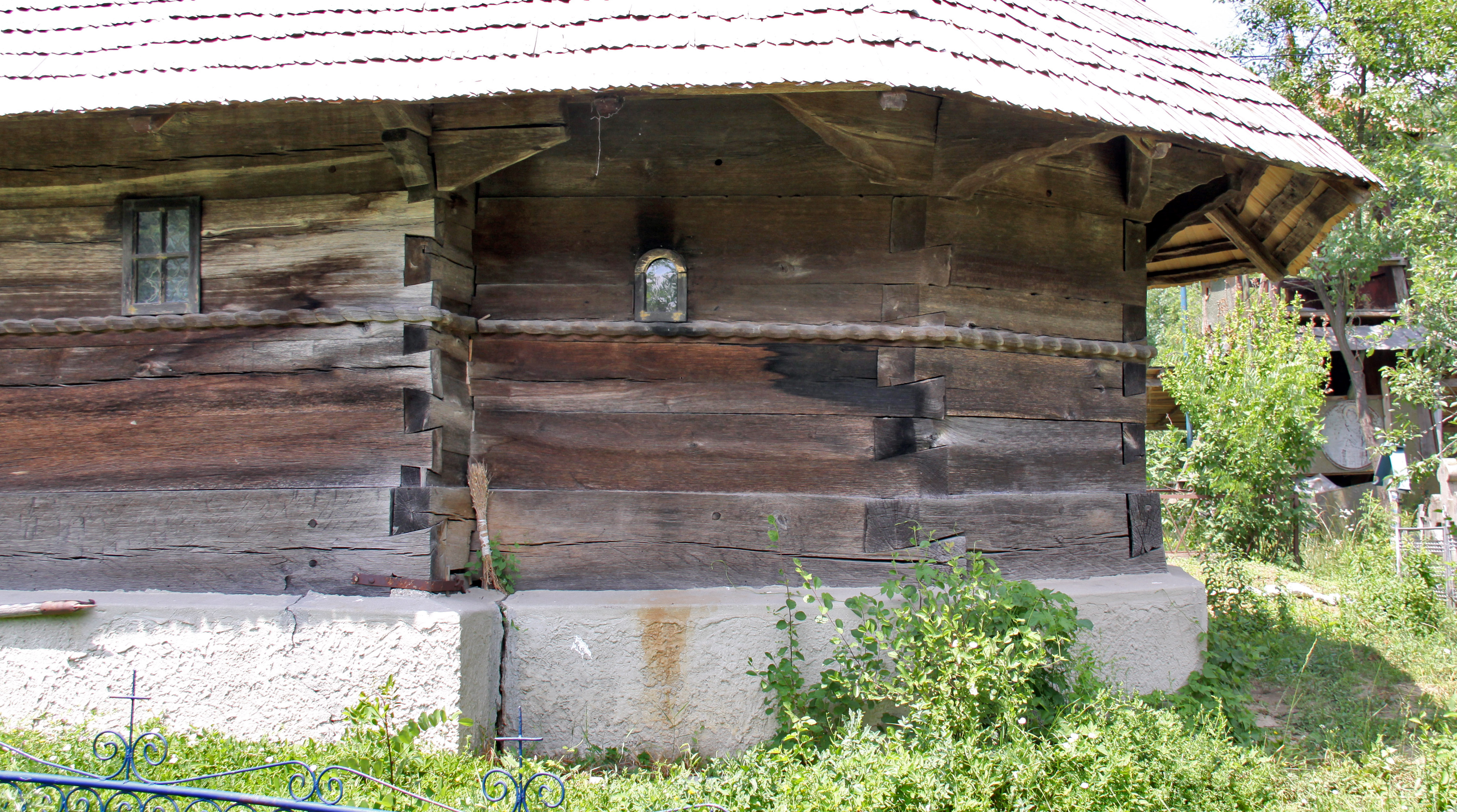
altarul, vedere din sud
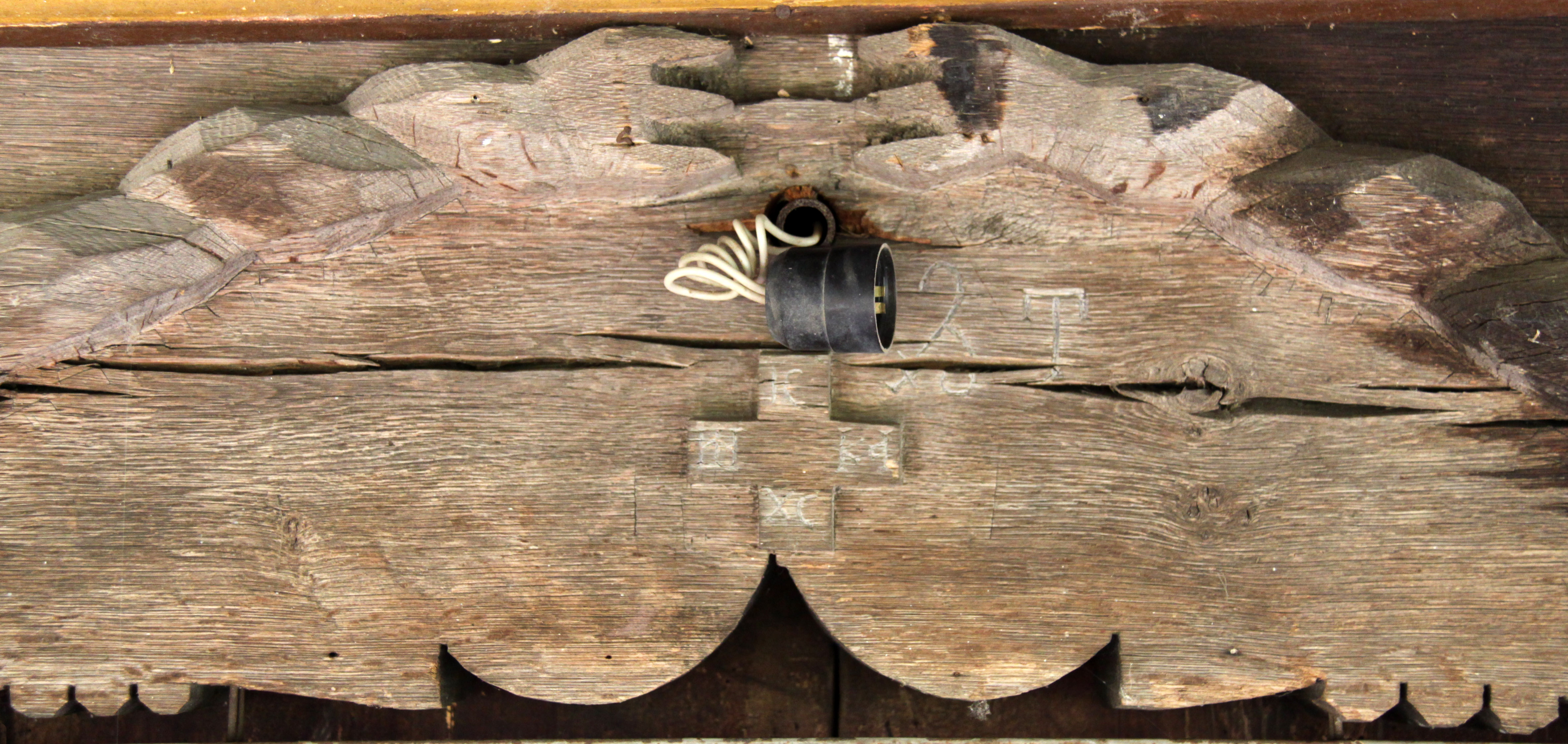
detaliu peste intrare